# Trymalium
Trymalium é um género botânico pertencente à família Rhamnaceae.
1. ↑  «Trymalium — World Flora Online». www.worldfloraonline.org. Consultado em 19 de agosto de 2020